# Дайгерт, Хлоя
Хлоя Дайгерт (англ. Chloé Dygert; род. 1 января 1997, Браунсберг, Индиана) — американская профессиональная велогонщица, выступающая за UCI Women’s WorldTeam Canyon-SRAM. Завоевала семь золотых медалей на Чемпионатах мира по трековому велоспорту и три медали (одну серебряную и две бронзовые) на Олимпийских играх.
Победительница в групповой и индивидуальной гонках среди юниоров на Чемпионате мира 2015 года.

## Биография
Хлоя Дайгерт в раннем возрасте играла в баскетбол. Однако серьёзно занялась велоспортом только после травмы плеча в 2013 году. После ещё одной травмы она была вынуждена оставить баскетбол. В 2015 году стала чемпионкой США по шоссейному велоспорту среди юниоров в групповой и индивидуальной гонке, а также двукратной чемпионкой мира среди юниоров в тех же дисциплинах. Затем она получила приглашение от американской федерации велоспорта USA Cycling.
В марте 2016 года Дайгерт стартовала на Чемпионате мира в Лондоне в составе американской четвёрки в командной гонке преследования и выиграла с ней титул чемпионки мира. В том же году девятнадцатилетняя Дайгерт была заявлена для участия в летних Олимпийских играх в Рио-де-Жанейро, где завоевала серебряную медаль в командной гонке преследования.
Олимпийский квартет в командной гонке преследования 2016 года была отмечена противоречиями. Главный тренер Энди Спаркс был уволен за создание враждебной атмосферы. Дайгерт поддержала Спаркса и продолжала работать с ним до 2018 года.
На чемпионате мира по трековому велоспорту 2017 года в Гонконге она во второй раз стала чемпионкой мира в командной гонке преследования вместе с Келли Кэтлин, Дженнифер Валенте и Кимберли Гейст и завоевала титул чемпионки мира в индивидуальной гонке преследования. В мае 2017 года выиграла свой первый панамериканский титул в индивидуальной гонке на время на шоссе.
На чемпионате мира по трековому велоспорту 2018 года Дайгерт завоевала два титула: в индивидуальной гонке преследования и вместе с Келли Кэтлин, Дженнифер Валенте и Кимберли Гайст в командной гонке преследования. Победа в индивидуальной гонке преследования досталась ей выдающимся образом: она установила мировой рекорд два раза подряд, как в квалификации, так и в финале (3:20.060 минут). Её рекорд в финале превзошёл рекорд нидерландки Аннемик ван Влёйтен. На Панамериканских играх в 2019 году она выиграла золото в индивидуальной гонке на шоссе.
24 сентября 2020 года на чемпионате мира по шоссейному велоспорту во индивидуальной гонки Дайгерт упала, получив рваную рану левой ноги, которая потребовала операции. В ноябре того же года Дайгерт подписала четырёхлетний контракт с UCI Women’s WorldTeam Canyon-SRAM, начиная с сезона 2021 года.

### Личная жизнь
В ноябре 2016 года она вышла замуж за профессионального велогонщика Логана Оуэна и взяла его фамилию. Брак закончился разводом в январе 2020 года.
По состоянию на апрель 2024 года Дайгерт состояла в отношениях с Акселем Мерксом, с которым живёт в Бельгии.
В ноябре 2020 года Дайгерт принесла публичные извинения за свое поведение в социальных сетях, которое было сочтено неподобающим. Некоторые сочли её извинения «недостаточными».